# مک‌سافت
مک‌سافت (به انگلیسی: MacSoft) یک توسعه‌دهنده و ناشر بازی‌های ویدئویی آمریکایی بود که در سال ۱۹۹۳ توسط پیتر تامت به‌عنوان زیرمجموعهٔ شرکت ویزاردورکس تأسیس شد و به‌طور تخصصی در زمینهٔ تولید پورت‌های بازی‌های ویدئویی از مایکروسافت ویندوز به سیستم‌عامل مکینتاش، و همچنین در زمینهٔ تولید نرم‌افزارهای بهره‌وری فعالیت می‌کرد. در سال ۱۹۹۶، ویزاردورکس توسط جی‌تی اینتراکتیو (که نام آن بعداً به اینفوگریمز تغییر یافت) خریداری شد، و پیرو این خریداری، ویزاردورکس و مک‌سافت به پروژه‌های عملیاتی مختلف تقسیم شدند. در ۳۰ ژانویهٔ ۲۰۰۳، مک‌سافت توسط دستینیر خریداری شد و پیتر تامت، بنیانگذار آن، دوباره مدیر شرکت شد.

## بازی‌های منتشر شده
- سیاه‌چال‌ها و اژدهاهای پیشرفته: نسخه مجموعه‌داران
- عصر فرمانروایان
- عصر فرمانروایان ۲
- عصر فرمانروایان ۳
- عصر فرمانروایان ۳: دودمان‌های آسیا
- عصر فرمانروایان ۳: فرماندهان نبرد
- عصر اسطوره‌ها
- بیچ هد ۲۰۰۰
- تمدن ۲
- انتقام تاریک
- بن‌بست: فتح سیاره‌ای
- دوک نیوکم ۳دی
- فال‌اوت
- هیلو: نبرد نکامل
- لود رانر ۲
- مک آرکید پک
- مک آرکید پک ۲
- استاد جبار ۲
- مکس پین
- افسانه ۳: عصر گرگ
- نوروینتر نایتز
- نوروینتر نایتز: هوردهای آندردارک
- نوروینتر نایتز: سایه‌های آندرنتاید
- لرزش
- سرمایه‌گذار راه‌آهن
- سرمایه‌گذار راه‌آهن ۳
- رینبو سیکس
- ظهور ملل نسخه طلایی
- سرعت ترمینال
- تروپیکو ۲: خلیج دزدان دریایی
- غیرواقعی
- آنریل تورنومنت ۲۰۰۴
- سرمایه‌گذاری باغ وحش ۲